# The Saga of the Viking Women and Their Voyage to the Waters of the Great Sea Serpent
Pour plus de détails, voir Fiche technique et Distribution.
The Saga of the Viking Women and Their Voyage to the Waters of the Great Sea Serpent est un film américain réalisé par Roger Corman, sorti en 1957.

## Synopsis
Dans un petit village côtier, les hommes ne sont pas rentrés de leur dernière expédition, les femmes décident donc de partir à leur recherche. Elles sont rejointes par Ottar, le seul homme qui soit resté au village. Leur drakkar est attaqué par un monstre marin gardien du "Vortex". Le Vortex les précipite sur une rive inconnue, elles sont emmenés en esclavage par le peuple Grimault. Elles tentent de résister mais en vain. Le chef des Grimault, Stark, convie les esclaves à un banquet où elles sont malmenées. Voulant tester la force des vikings, le fils de Stark, Senya, joue une partie de bras de fer avec Désir, la leader des Vikings. Senya gagne la première manche, Désir la seconde, mais les chef les empêche de jouer la belle. Stark propose aux femmes viking de venir avec eux à une partie de chasse, au cours de laquelle Senya est à deux doigts de se faire tuer par un sanglier. 
Il est sauvé par Désir qui tue le sanglier, mais il considère ce sauvetage comme une humiliation et revendique pour lui-même la mort du sanglier. On fait visiter aux femmes vikings la grotte où les mâles sont détenus en esclavage. L'une des femmes tente de les faire évader, mais la prêtresse des vikings, la brune Enger, jalouse de Désir, prévient Stark et fait échouer l'évasion. Stark décrète la mise à mort de Désir et de son amant. Deux bûchers sont allumés, et le premier qui demandera grâce aura la vie sauve, mais aucun des deux amoureux ne se décide à le faire. Enger regrette son geste et invoque Thor qui provoque un orage, qui éteint les bûchers tandis que la foudre électrocute Senya qui allait se servir de son épée. Les vikings fuient, mais sont sur le point d'être rattrapés par les Grimault. Enger prend un chemin détourné pour faire diversion et se jette de la falaise. Les vikings fuient en barque, poursuivis par les Grimault. 
Le monstre marin survient, engloutissant les Grimault, tandis qu'Ottar parvient à tuer le monstre d'un coup de lance.

## Fiche technique
- Titre : The Saga of the Viking Women and Their Voyage to the Waters of the Great Sea Serpent
- Titre court : Viking Women and the Sea Serpent
- Réalisation : Roger Corman
- Scénario : Lawrence L. Goldman et Irving Block
- Photographie : Monroe P. Askins
- Musique : Albert Glasser
- Montage : Ronald Sinclair
- Pays d'origine : États-Unis
- Date de sortie : 1957

## Distribution
- Abby Dalton : Desir, la leader des femmes Vikings
- Susan Cabot : Enger, la prêtresse des Vikings
- Bradford Jackson : Vedric, l'amant de Desir, roi des vikings, retenu prisonnier
- June Kenney : Asmild, une femme viking
- Richard Devon : Stark, le chef des Grimault
- Betsy Jones-Moreland : Thyra, une femme viking
- Jonathan Haze : Ottar, le jeune homme accompagnant les femmes vikings
- Gary Conway : Jarl
- Michael Forest : Zarko, un Grimault
- Jay Sayer : Senya, le fils de Stark